# 太平堡站
太平堡站位于甘肃省张掖市太平堡村，是兰新铁路的一座火车站，等级为五等站，距兰州站537公里，距乌鲁木齐站1355公里，本站及相邻上下行区间均为电气化区段。本站不办理客货运业务。邮政编码为734012。